# President (serie de televisión)
President (en hangul, 프레지던트; romanización revisada, Peurejideonteu) es una serie de televisión surcoreana, transmitida por KBS 2TV, desde el 15 de diciembre de 2010 hasta el 24 de febrero de 2011, protagonizada por Choi Soo-jong, Ha Hee-ra y Jay Kim, de la banda TRAX. La serie sigue el proceso de elección presidencial, centrándose en tribulaciones personales y ambiciones de los políticos ocultas detrás de las luchas por el poder.

## Sinopsis
Tres meses antes de la nominación presidencial, Jang Il Joon, del partido de Nueva ola, declaró su candidatura. Ese mismo día, una mujer murió en una explosión de gas en Sam Chuk. Existen pocas dudas de como sucedió el accidente y la designación del ya entonces candidato Il Joon están relacionados. Mientras tanto, Yoo Min Ki, un productor de documentales, oyó de la muerte súbita de su madre y se dirigió a Sam-Chuk. Tiempo después al depositar las cenizas de su madre en el mar, pensó en su infancia, pues su padre siempre decía que el no era su hijo cuando estaba borracho. El cree que su padre estaba diciendo la verdad, porque el ya había visto varias veces a su madre llorar y mirar a una vieja fotografía de ella con otro hombre.
Min Ki descubrió que la fotografía se había desaparecido cuando estaba limpiando las pertenencias de su madre. Después del funeral, Min Ki regresó a Seúl, Il Joon le pidió a él que trabaje como agente de relaciones públicas para registrar el proceso de campaña electoral. Min Ki preguntó por qué el lo había elegido y el le confesó que era su hijo. El hombre de la foto que Min Ki había visto era Il Joon. Sin embargo, Min Ki sintió que algo había ido mal cuando se dio cuenta de que la imagen desapareció. Después de todo esto, Min Ki sospecha que la muerte de su madre no fue un accidente y que Il Joon en realidad la había matado.

## Reparto

### Personajes principales
- Choi Soo-jong como Jang Il Joon.[2]
- Ha Hee-ra como Jo So Hee.[2]
- Jay Kim como Yoo Min Ki.

### Personajes secundarios
- Wang Ji Hye como Jang In Young.
- Lee Sung Min como Jang Sung Min.
- Kang Shin Il como Lee Chi Soo.
- Lim Ji Eun como Oh Jae Hee.
- Lee Doo Il como Hong Sung Goo.
- Kim Heung Soo como Ki Soo Chan.
- Park Mi Jin como Jang Se Bin.
- Shin Choong Shik como Jo Tae Ho.
- Choi Dong Joon como Jo Sang Jin.
- Kim Ye Ryeong como Yoo Jung Hye.
- Kang Shin Jo como Hwang Chul Woo.
- Jung Han Yong como Lee Soo Myung.
- Yang Hee Kyung como Choi Jung Lim.
- Byun Hee Bong como Go Sang Ryul.
- Lee Ki Yeol como Park Eul Sub.
- Kim Jung Nan como Shin Hee Joo.
- Hong Yo Seob como Kim Kyung Mo.
- Kim Kyu Chul como Baek Chan Ki.
- Jung Dong Hwan como Han Dae Woon.

## Emisión internacional
- Taiwán: GTV (2016).